# Melanthripidae
Melanthripidae är en familj av insekter. Melanthripidae ingår i ordningen tripsar, klassen egentliga insekter, fylumet leddjur och riket djur. Enligt Catalogue of Life omfattar familjen Melanthripidae 12 arter. 
Kladogram enligt Catalogue of Life:
| Melanthripidae | \| \| Ankothrips \| \| \| \| \| \| Melanthrips \| \| \| \| |
|                | \| \| Ankothrips \| \| \| \| \| \| Melanthrips \| \| \| \| |
|                | Adiheterothripidae                                         |
|                |                                                            |
|                | rovtripsar                                                 |
|                |                                                            |
|                | Fauriellidae                                               |
|                |                                                            |
|                | Heterothripidae                                            |
|                |                                                            |
|                | Merothripidae                                              |
|                |                                                            |
|                | rörtripsar                                                 |
|                |                                                            |
|                | smaltripsar                                                |
|                |                                                            |
|                | Ankothrips                                                 |
|                |                                                            |
|                | Melanthrips                                                |
|                |                                                            |

|  | Ankothrips  |
|  |             |
|  | Melanthrips |
|  |             |